# کریسمس سفید (آینه سیاه)
کریسمس سفید (به انگلیسی: White Christmas)، اپیزود ویژه کریسمس مجموعه آنتولوژی علمی‌تخیلی بریتانیایی آینه سیاه است. این اپیزود توسط خالق سریال آینه سیاه یعنی چارلی بروکر نوشته شده و کارل تیبیتس آن را کارگردانی کرده‌است. بعد از اپیزود خرس سفید، این دومین اپیزودی است که تیبیتس کارگردانی آن را برعهده داشته‌است. کریسمس سفید نخستین بار در تاریخ ۱۶ دسامبر ۲۰۱۴ از طریق کانال ۴ به روی آنتن رفت. کریسمس سفید تنها اپیزود ویژه سریال آینه سیاه است که تاکنون منتشر شده‌است. همچنین این اپیزود، آخرین قسمت از سریال آینه سیاه که از طریق کانال ۴ بریتانیا پخش شد. بعد از این اپیزود، نت‌فلیکس حق ساخت سریال را خرید و چهار فصل بعدی سریال زیر این نظر این کمپانی، ساخته و پخش شد.

## داستان
داستان این اپیزود در آینده‌ای نامعلوم رخ می‌دهد. در ایام کریسمس، دو مرد به نام‌های مت و جو در یک کلبه چوبی در منطقه‌ای دورافتاده، وقت خود را می‌گذرانند. هوای بد و برفی بیرون باعث شده تا هردو داخل کلبه بمانند. مت و جو باهم شروع به صحبت کرده و هرکدام داستان زندگی خود را تعریف می‌کنند. این اپیزود از سه داستان تشکیل شده و هرکدام از شخصیت‌ها داستان منحصربه‌فردی دارد. اما به جای توضیح جزئیات، اهمیت بیشتر در بررسی اضطراب‌ها و نگرانی‌هایی است که در این قسمت نمایشی ایجاد می‌شود. تکنولوژی تعبیه شده در زندگی روزمره و تأثیر آن بر روابط اجتماعی و انسانی، در این داستان به‌طور شگرفی بررسی می‌شود. تمرکز اصلی بر تکنولوژی جدید چشم‌انداز تعبیه شده‌است که قابلیت کنترل واقعیت را دارد و نمی‌توان آن را جدا کرد. این مفهوم منجر به وقوع اتفاقات دردناکی می‌شود، از جمله قابلیت «بلاک» کردن فردی که به آن افراد نگاه می‌کنند و ارتباط بین آنها را قطع می‌کند. این ایده واقعیتی تلخ و تکاملی از جنبه‌هایی است که در فرهنگ آنلاین رایج می‌باشد و با شخصیت‌های جذاب داستان، لحظاتی حمله‌کننده و مؤثر خلق می‌شود.

## بازخوردها
کریسمس سفید با واکنش‌های بسیار خوب منتقدان همراه بود و در زمینه تیم بازیگری و به خصوص عملکرد جان هم و اسپال، فیلم‌نامه و پایان غافلگیرکننده مورد تحسین قرار گرفت.
دنیل کروپا درباره این قسمت در یادداشتی می‌گوید: اکثراً می‌شنوید که آینه سیاه را به عنوان یک طنز تلخ توصیف می‌کنند، اما این مشخص می‌کند که یک هدف مشخص وجود دارد و یک برنامه موفق در حال اجرا است. برای من، آینه سیاه چیزی تلختر است - این یک بازتاب ترسناک از دنیای ما، در حال حاضر است، اما بدون هدف ارائه می‌شود؛ صرفاً سکوتی است که با خنده‌های ناراحتی به همراه است. متوجه می‌شوم که این همه به‌طور عمیقی ناراحت‌کننده به نظر می‌رسد، و در واقع هم هست. اما «سفید کریسمس» با بسیاری از شوخ‌طبعی، فریبا و شوخ‌طبعی ارائه می‌شود که جلوی آن را می‌گیرد تا بهترین تبلیغی که سازمان نجات‌گران از مرگ تاکنون داشته باشد.